# Teresa Larraín
María Teresa de Larraín y Guzmán Peralta (Santiago, 2 de marzo de 1785 - 1828) fue primera dama de Chile y cónyuge del presidente interino Agustín Eyzaguirre, cuyo gobierno se desarrolló entre el 9 de septiembre de 1826 y el 25 de enero de 1827. Ella era de ascendencia vasca.
Nació en Santiago, hija de Agustín de Larraín y Lecaros y de Ana Josefa de Guzmán Peralta y Lecaros. Junto a su esposo Agustín Eyzaguirre tuvieron diez hijos.